# Leucinodes pseudorbonalis
Leucinodes pseudorbonalis is een vlinder uit de familie van de grasmotten (Crambidae), uit de onderfamilie van de Spilomelinae. De wetenschappelijke naam van deze soort is voor het eerst voorgesteld door Richard Mally, Anastasia Korycinska, David John Lawrence Agassiz, Jayne Hall, Jennifer Hodgetts en Matthias Nuss in een publicatie uit 2015.

## Verspreiding
De soort komt voor in Senegal, Liberia, Sierra Leone, São Tomé, Somalië, Congo-Kinshasa, Oeganda, Kenia, Tanzania, Angola, Zambia, Malawi, Mozambique, Zimbabwe, Zuid-Afrika, Lesotho, Saoedi-Arabië, de Verenigde Arabische Emiraten, de Maldiven, India, Bangladesh, Vietnam en Indonesië (Java).

## Waardplanten
- Solanaceae
  - Solanum aethiopicum
  - Solanum torvum
  - Solanum melongena
- Ericaceae
  - Vaccinium sp.